# Mosen (Berga-Wünschendorf)
Mosen ist ein Ortsteil der südlich von Gera im Landkreis Greiz liegenden thüringischen Stadt Berga-Wünschendorf.

## Geografie
Mosen liegt südöstlich von Wünschendorf/Elster an der Verbindungsstraße nach Endschütz auf einer etappenweise erhöhten Etage des erweiterten Uferlandes der Elster.

## Geschichte
Die erste Erwähnung des Namens Mosen stammt aus dem Jahr 1225; Wolfgang Kahl weist den 31. März 1206 nach, was überprüft werden sollte.
Im Jahr 1455 beteiligte sich Wilhelm von Mosen am Altenburger Prinzenraub. Der Ort gehörte von 1826 bis zum 31. Dezember 1912 als Exklave zu Sachsen-Meiningen und fiel dann durch Gebietstausch an das Großherzogtum Sachsen.
Mosen hatte ein großes Rittergut, das zuletzt dem Landwirt Erich Fricke gehörte, zusammen mit dem Rittergut Endschütz, und der 1945 entschädigungslos enteignet wurde. Obwohl es mit Flüchtlingen aus den Ostgebieten belegt war, wurde das Schloss auf der Basis des sowjetischen Befehls 209 abgerissen. Auch eine Reihe von Wirtschaftsgebäuden, der Läuteturm und die stattliche Mauer um das Gut waren betroffen. Das Gesamtbild des Rittergutes wurde zerstört.
Am 2. September 1995 verlor die Gemeinde Mosen ihre Selbstständigkeit und wurde zu einem Ortsteil von Wünschendorf. Wünschendorf ist seit dem 1. Januar 2024 ein Ortsteil der Stadt Berga-Wünschendorf.
Im Ortsteil wohnen etwa 300 Personen.

## Sehenswürdigkeiten und Kultur

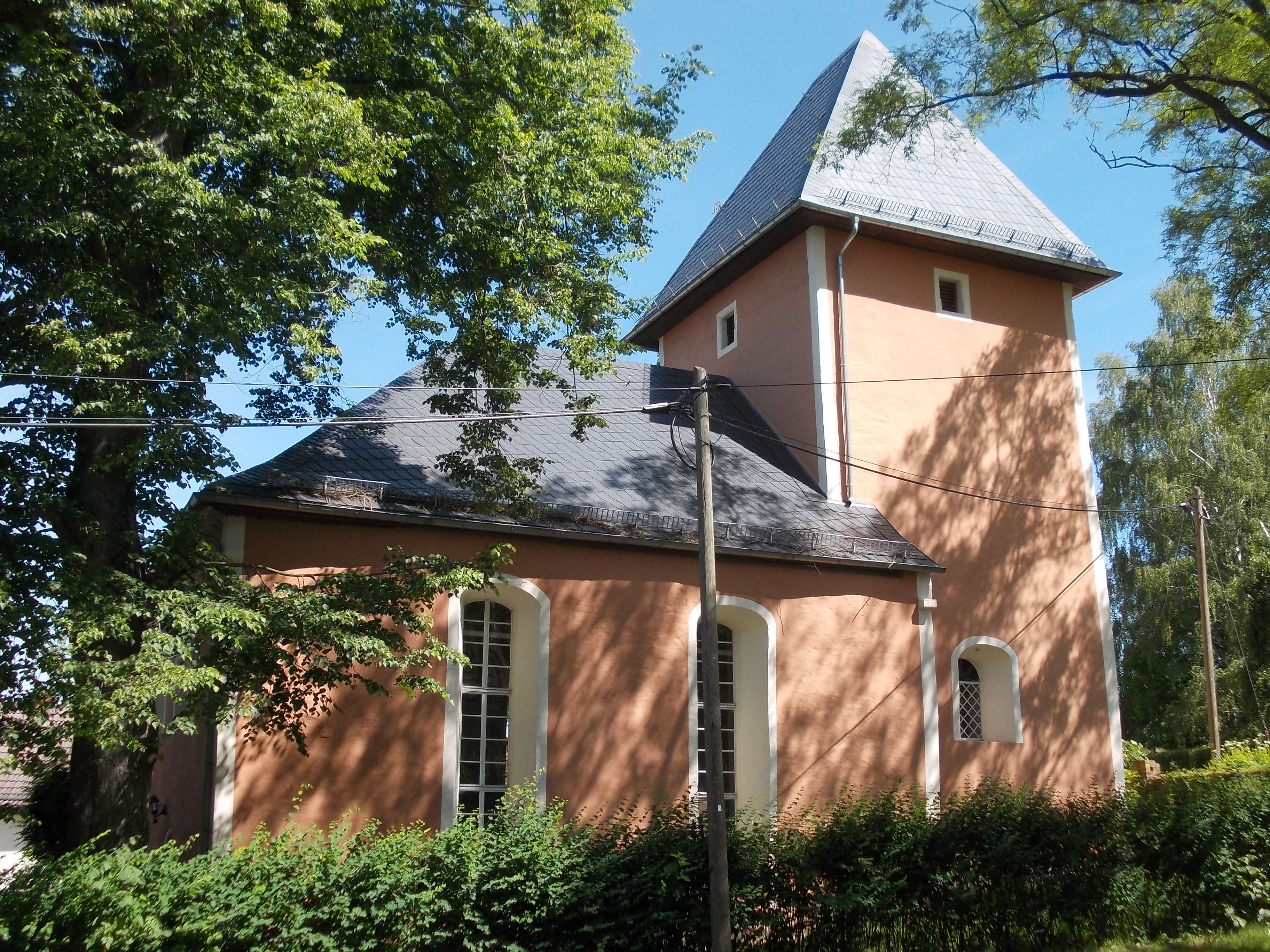
Kirche St. Nicolai (2014)

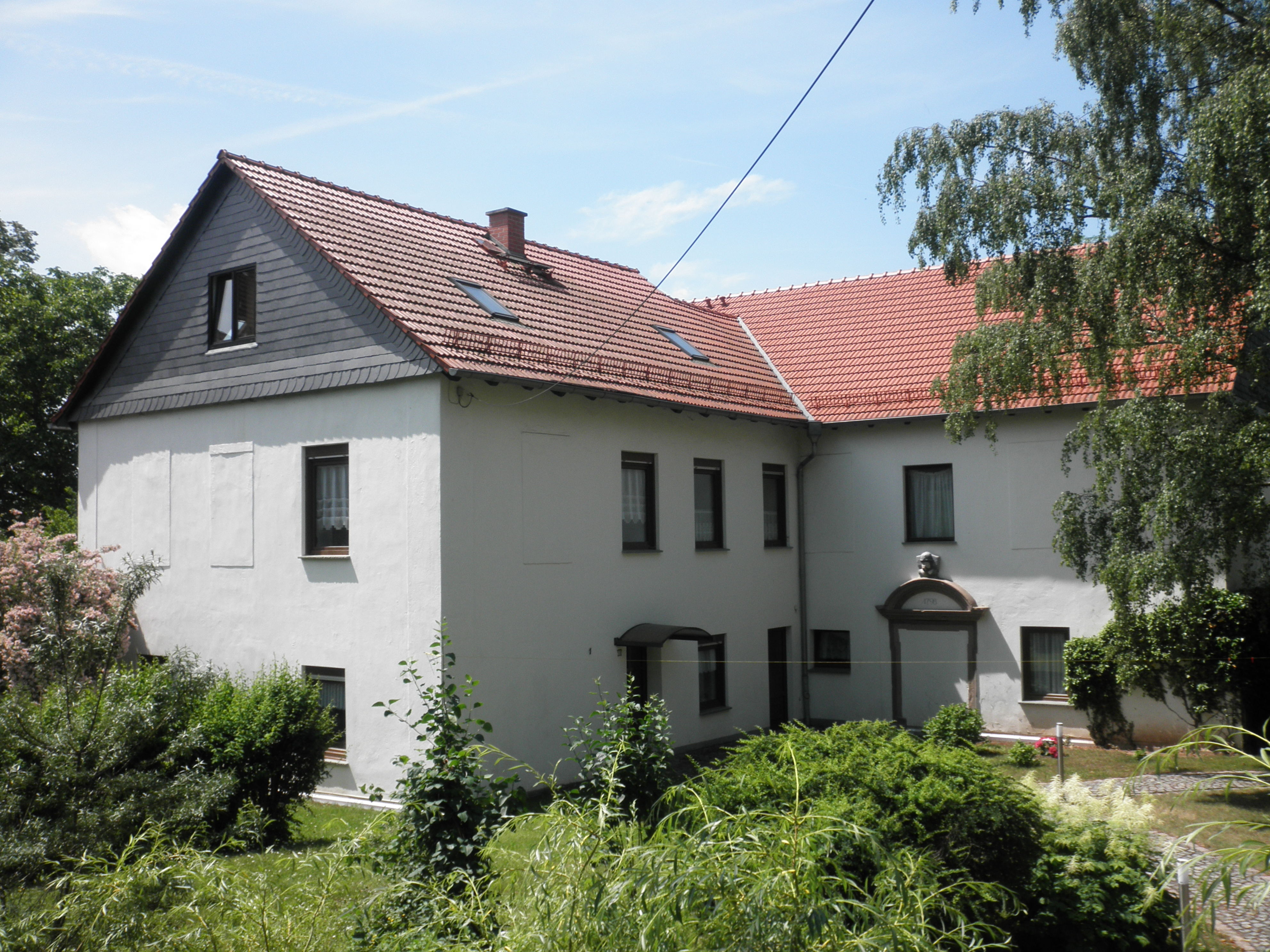
Wohnhaus: Rest vom Schloss in Mosen

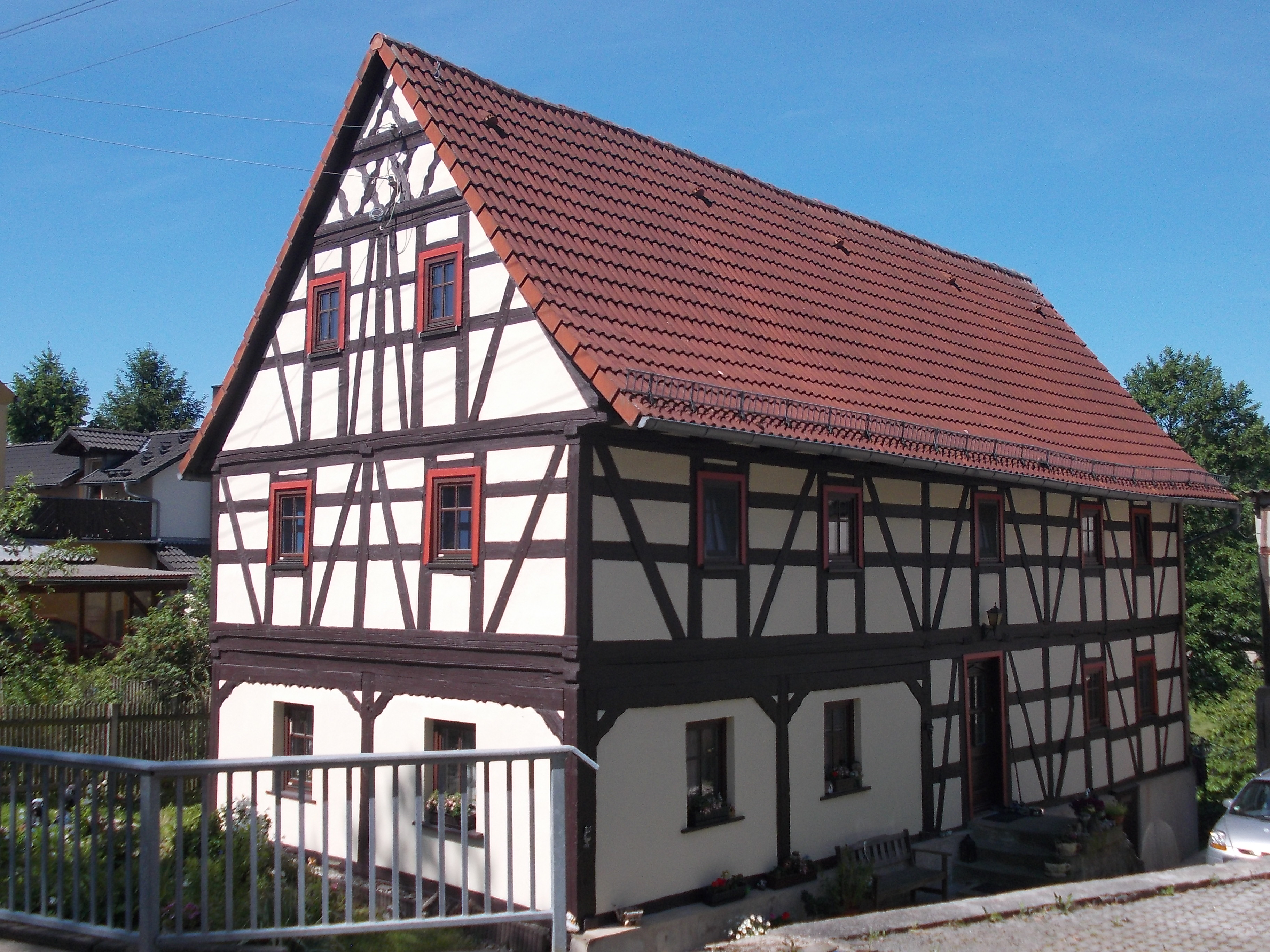
Fachwerkhaus

Im Ortskern von Mosen befindet sich die am Ende des 13. Jahrhunderts erbaute Kirche St.Nicolai (Mosen). Die Kirche wurde bis 1970 genutzt und musste aufgrund bautechnischer Mängel und Verfall stillgelegt werden.
Anfang 2000 wurde durch eine Initiative bestehend aus engagierten Einwohnern des Heimatvereins Mosen, dem Gemeindekirchenrat, einer Vielzahl von Helfern und Spendern der Wiederaufbau in Angriff genommen. Krönender Abschluss war die Kirchweihe durch den damaligen Landesbischof Christoph Kähler am 4. September 2004. Seitdem wird die Kirche wieder für Gottesdienste genutzt und dient darüber hinaus als Austragungsort für diverse kulturelle Veranstaltungen, wie Kunstausstellungen, Konzerte, Laientheater u. a.
Vom früheren Rittergut findet man noch einen zum Wohnhaus umgebauten Rest des nach 1945 abgerissenen Schlosses/Herrenhauses und teils umgebaute Wirtschaftsgebäude. Nach weitgehender Beseitigung des Schlosses durchschneidet eine Straße das früher in sich geschlossene Gutsgelände.
Weiterhin befindet sich Mosen am oberen Ausgang des Märchenwalds Wünschendorf und dient als Ausgangsort für viele Ausflüge und Wanderungen rund um das Elstertal und den dazugehörigen Elsterradweg.
In Mosen gibt es den Natur- und Heimatverein mit Sektion Feuerwehr Mosen e. V. Dieser bereichert das kulturelle Leben im Dorf mit jährlich stattfindenden Veranstaltungen, wie das jährliche Aufstellen des Maibaums, Dorf- und Kinderfeste, Osterfeuer, Weihnachtsfeiern für alle Altersgruppen u. a.
Außerdem besitzt Mosen ein Dorf- und Heimatmuseum im Dorfgemeinschaftshaus, eine Schankwirtschaft, sowie ein in den Sommermonaten geöffnetes Hofcafé.
Aufgrund der Vielzahl von Veranstaltungen und des aktiven Dorflebens belegte Mosen im Jahr 2008 den 3. Platz beim Wettbewerb Unser Dorf hat Zukunft im Landkreis Greiz.